# 邓国霖墓
邓国霖墓，位于中国广东省湛江市徐闻县下桥镇风景区内，为徐闻县的一个县级文物保护单位，类型为古墓葬，公布时间为2005年4月29日。
邓国霖墓的历史年代为清代。